# Acacia asak
Acacia asak é uma espécie de leguminosa do gênero Acacia, pertencente à família Fabaceae.